# Lake Wakatipu

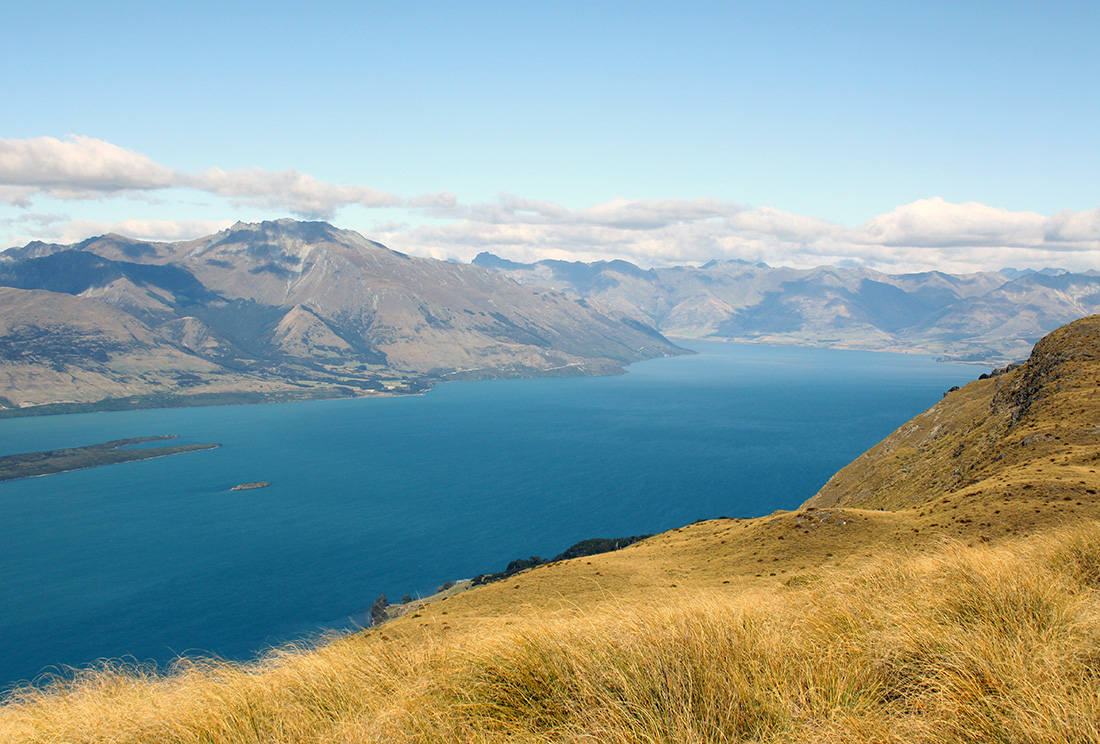
Vy över Lake Wakatipu, mot söder, 2011.

Lake Wakatipu är en sjö på Sydön i Nya Zeeland. Den ligger i regionen Otago och gränsar till Southland. 

## Etymologi
Namnet på sjön är maori och kommer från ordet Whakatipu wai-māori. Den ungefärliga betydelse för Wakatipu kan vara "växande kanot" eller "växande havsvik". Waka kan också syfta på "ihålig".

## Geografi

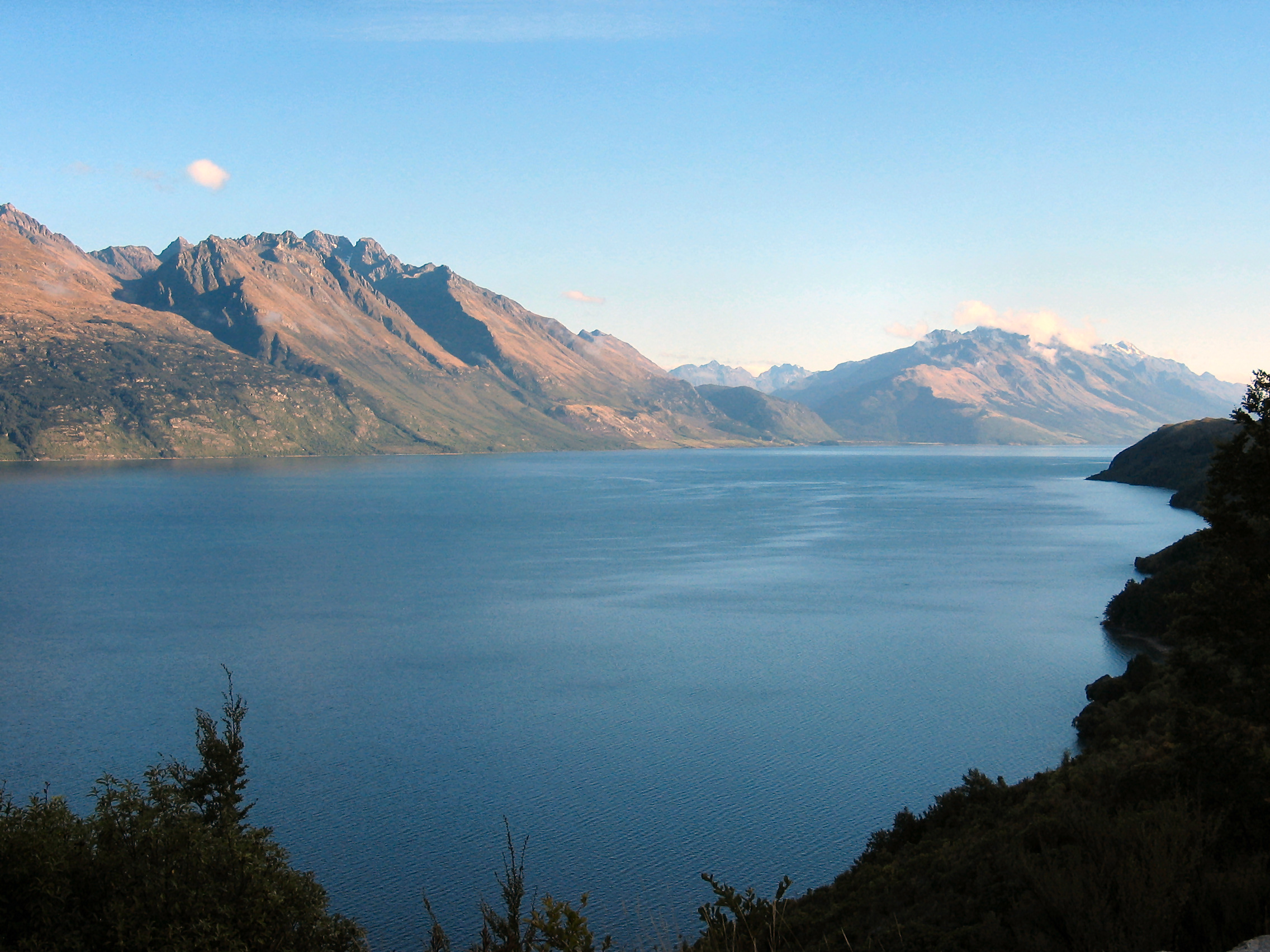
Lake Wakatipu sedd från Queenstown, 2006.

Med en längd på 80 kilometer är det Nya Zeelands längsta sjö, och dess yta, 291 km2, gör den till den tredje största. Den ligger 310 meter över havet vid Sydalpernas södra del. Sjön är djup, medeldjupet är 230 meter, medan det största djupet mäter 380 meter. Floden Dart River är sjöns norra inflöde. 
Formen på Lake Wakatipu kan liknas vid ett omvänt "N". Enligt maorilegender har sjön fått sitt utseende efter en jätte, Matau, som brändes till döds och bildade formationen sedan han lagt sig på sidan.
Den norra delen av sjön löper söderut i 30 kilometer innan den svänger tvärt i en ostlig riktning. Cirka 20 kilometer senare fortsätter den sedan återigen söderut i ytterligare 30 kilometer. Vid dess södra strand ligger byn Kingston. Queenstown är också beläget vid sjön. Fyra öar finns, Pig Island, Pigeon Island, Tree Island och Hidden Island.

## Omgivningar

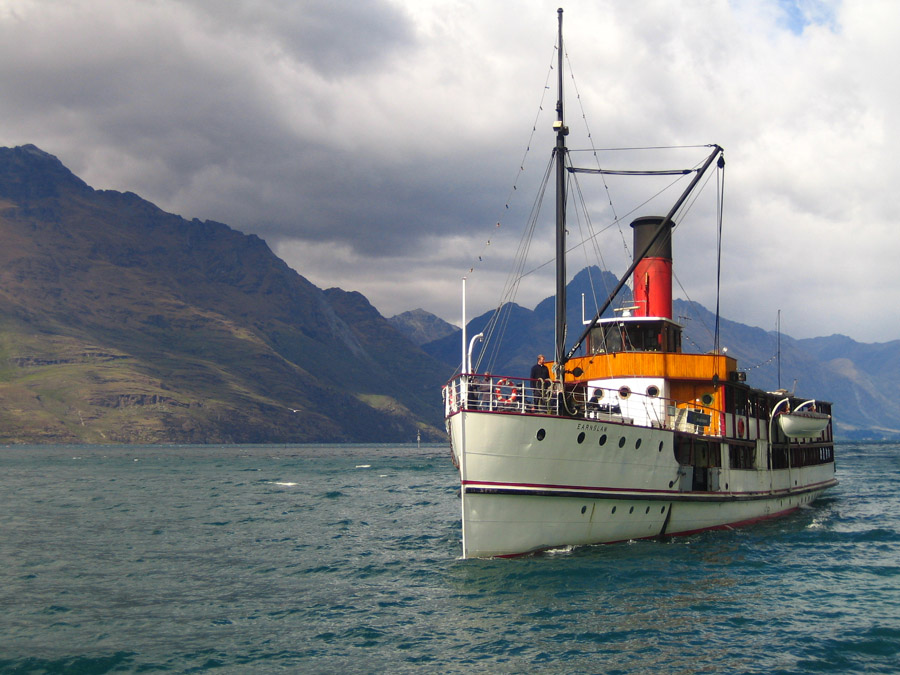
Earnslaw, 2006.

Sjön omges av berg. Bergskedjan The Remarkables ligger vid dess sydöstra ände. 
Lake Wakatipu är ett populärt resmål för äventyrsturism, exempelvis finns skärmflygning, bungyjump, skidanläggningar och vandringsleder tillgängliga i området. Flera vingårdar är belägna i närliggande Gibbston Valley. 
Ett gammeldags ångfartyg, T S S Earnslaw, trafikerar sjön.

## Djurliv

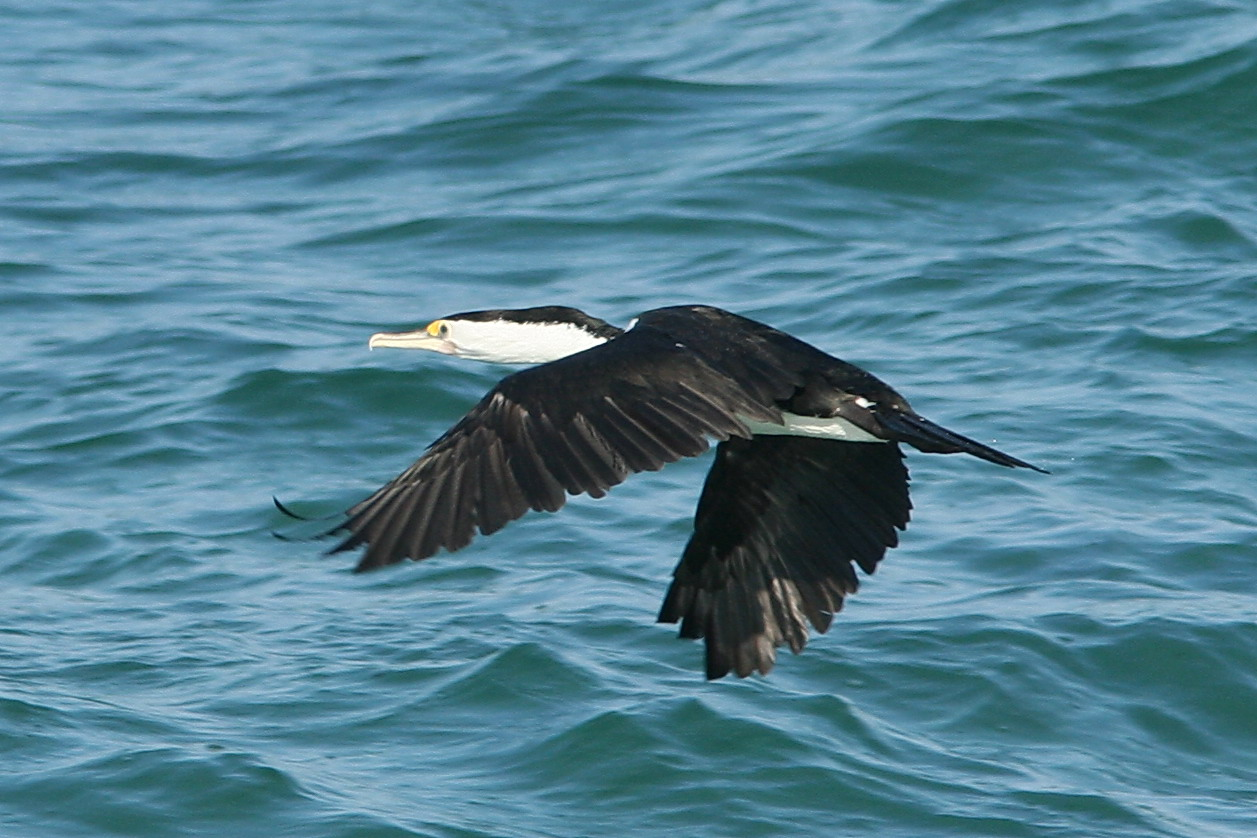
Australskarv.

Lake Wakatipu är ett hem för den nyzeeländska ålen. Ett exemplar som fångades 1886 är det hittills största för denna art. Andra fiskar som förekommer är lax och regnbågsöring. Dessa är föda för australskarven. Gräsanden är vanlig i området och nyazeelanddykanden är en mindre andfågel som också finns i anslutning till sjön. 

## I populärkulturen
Lake Wakatipu fungerade som en kopia av Loch Ness i filmen Vattenhästen (originaltitel: The Water Horse: Legend of the Deep) från 2007. Sjön har geografiska likheter med Loch Ness och valdes ut som en av de huvudsakliga inspelningsplatserna för filmen. 
Sjön användes också i inspelningen av Sagan om Ringen, bland annat i scenerna i Amon Hen.

## Galleri

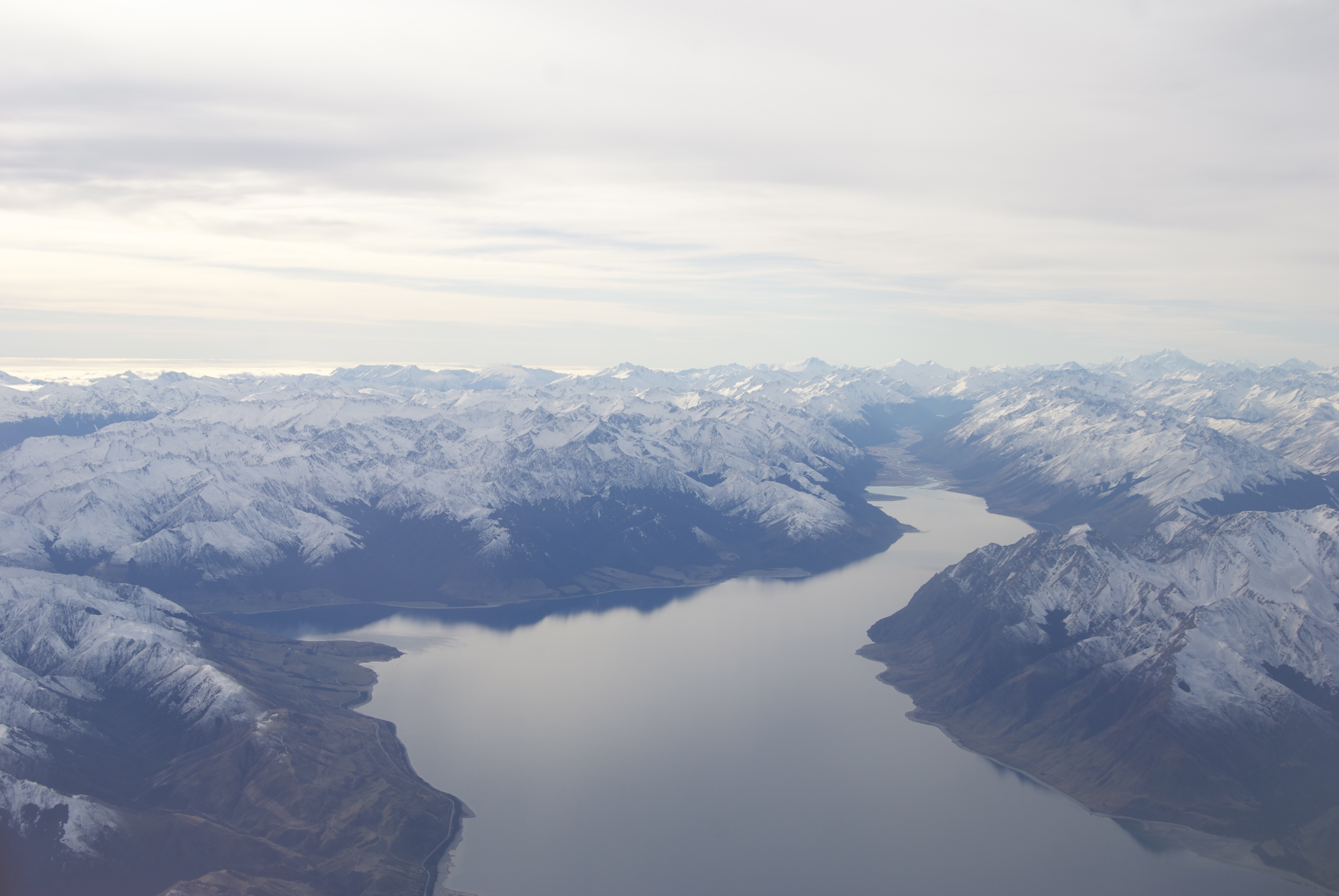
2012.
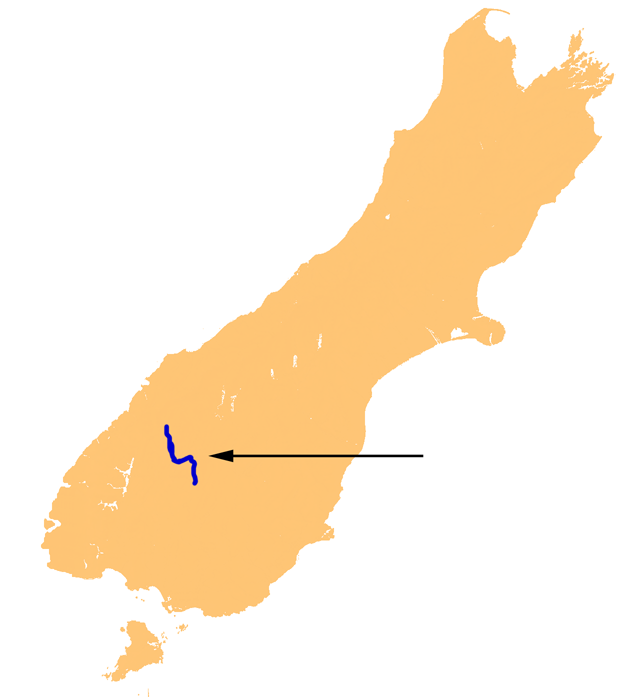
Sjöns läge på Sydön i Nya Zeeland.